# Tilla Jogian
Tilla Jogian ist eine Erhebung in den östlichen Ausläufern des Salzgebirges im Norden der pakistanischen Provinz Punjab.
Sie liegt etwa 25 Kilometer westlich der Stadt Jhelam. Der Berg ist benannt nach dem vom bekannten Yogi Goraknath erbauten Mönchs-Kloster. Die Überreste des Klosters sind noch heute zu sehen. An der Ostseite befindet sich das um 1540 von Sher Shah Suri erbaute Rohtas (auch Qila Rhotas genannt), welches heute eines der wichtigsten pakistanischen Denkmäler darstellt und 1997 von der UNESCO zum Weltkulturerbe erklärt wurde.
In der Nähe von Tilla Jogian befindet sich ein vom Khan-Forschungszentrum gemeinsam mit der Space and Upper Atmosphere Research Commission betriebener Startplatz für die Erprobung militärischer Raketen. Diese Anlage wird – je nach Quelle – auch als Tulla, Malute, Malot, Jhelum, Dina oder Mashhood Test Firing Range (MTFR) bezeichnet. Von diesem Ort startete am 6. April 1998 die pakistanische Ghauri-1 Mittelstreckenrakete zu ihrem ersten Testflug.